# Sáringer-Kenyeres Tamás
Sáringer-Kenyeres Tamás János (Keszthely, 1961. november 13. –) magyar növényvédelmi szakmérnök, politikus, országgyűlési képviselő.

## Életpályája

### Iskolái
Az általános és középiskolai tanulmányait szülővárosában végezte el. 1981–1986 között a keszthelyi Pannon Egyetem növénytermesztési szakán általános agrármérnök végzettséget szerzett. 1988–1990 között ugyanitt növényvédelmi és agrokémiai szakmérnök végzettséget szerzett.

### Pályafutása
1986–1988 között a Hőgyészi Állami Gazdaság növénytermesztési ágazatvezetője volt. 1988–1992 között a Nagybajomi Mezőgazdasági Termelőszövetkezetben növényvédelmi és kalászos ágazatvezetőként dolgozott. 1990–1997 között egyéni vállalkozó volt Nagybajomban. 1992–1999 között a DuPont Magyarország Kft. Dunátúli területi listájának képviselője volt. 1999-ben saját vállalkozást indított; a Pannónia Szakértői Központ Bt. növényszer kereskedés tulajdonosa és ügyvezetője. 1999–2002 között a Marton-Seed Zrt. igazgatósági tagja volt. 2000–2003 között a budapesti Pannónia Egyetemi Kutatási Koordinációs KHT projektigazgatója volt. 2000–2006 között a Magyar Növényvédő Mérnöki és Növényorvosi Kamara Zala megyei elnöke és annak országos etikai bizottságának tagja volt 2012-ig. 2002-től a keszthelyi Pannónia Központ Kft. tulajdonosa és ügyvezetője. 2002-től az Összefogás Keszthelyért Egyesület és Keszthelyi Nemzeti Kör alapító tagja. 2017-től a pápai Bakonyerdő Zrt. felügyelő-bizottsági elnöke. 2015-től a budapesti Magyar Nemzeti Vidéki Hálózat (MNVH) elnöke.

### Politikai pályafutása
2002-ben kezdett politikával foglalkozni. 2002-től a Fidesz tagja. 2002-ben a Fidesz polgármesterjelöltje volt. 2003-tól a KDNP Kesztheliy Szervezetének elnöke. 2006–2010 között a Zala Megyei Önkormányzat megyei közgyűlésének tagja, 2010–2014 között tanácsnoka volt. 2010–2014 között országgyűlési képviselő volt. 2010–2014 között az Élelmiszer-biztonsági albizottság és A Közös Agrárpolitikával (KAP) foglalkozó albizottság, valamint a Mezőgazdasági bizottság tagja volt. 2011–2014 között az Innovációs és fejlesztési eseti bizottság tagja volt. 2012–2013 között az Ifjúsági, szociális, családügyi és lakhatási bizottság tagja volt. 2013–2014 között az Európai ügyek bizottságának tagja volt. 2014-től a Földművelődésügyi Minisztérium Birtokpolitikai Tanácsának tagja. 2018-tól a keszthelyi Területi Agrár Bizottság elnöke és a Járási Agrár Bizottság elnöke. 2019-től a KDNP országos elnökségének tagja.

## Családja
Szülei Sáringer Gyula (1928–2009) agrármérnök és Kenyeres Mária (1934–2018) növényvédelmi üzemmérnök voltak. 1986-ban házasságot kötött Mayer Katalin (1964–2012) óvoda-pedagógussal. Három gyermekük született: Dóra (1987–), Marcell (1990–) és Péter (1997–).